# Tyler Myers
Tyler Paul Myers (Houston, 1º febbraio 1990) è un hockeista su ghiaccio statunitense naturalizzato canadese.
Nelle competizioni internazionali milita per la rappresentativa canadese.

## Palmarès

### Mondiali giovanili
- 1 medaglia:
  - 1 oro (Ottawa 2009)

### Mondiali under 18
- 1 medaglia:
  - 1 oro (Kazan 2008)